# Xã Livingston, Michigan
Xã Livingston (tiếng Anh: Livingston Township) là một xã thuộc quận Otsego, tiểu bang Michigan, Hoa Kỳ. Năm 2010, dân số của xã này là 2.525 người.